# Mã quốc gia: S
- A
- B
- C
- D–E
- F
- G
- H–I
- J–K
- L
- M
- N
- O–Q
- R
- S
- T
- U–Z

## Saint-Barthélemy
| ISO 3166-1 numeric 652      | ISO 3166-1 alpha-3 BLM | ISO 3166-1 alpha-2 BL              | Tiền tố mã sân bay ICAO TF     |
| Mã E.164 +590               | Mã quốc gia IOC —      | Tên miền quốc gia cấp cao nhất .bl | Tiền tố đăng ký sân bay ICAO — |
| Mã quốc gia di động E.212 — | Mã ba ký tự NATO —     | Mã hai ký tự NATO (lỗi thời) —     | Mã MARC LOC —                  |
| ID hàng hải ITU —           | Mã ký tự ITU —         | Mã quốc gia FIPS TB                | Mã biển giấy phép —            |
| Tiền tố GTIN GS1 —          | Mã quốc gia UNDP —     | Mã quốc gia WMO S2                 | Tiền tố callsign ITU —         |

## Saint Helena
| ISO 3166-1 numeric 654      | ISO 3166-1 alpha-3 SHN | ISO 3166-1 alpha-2 SH              | Tiền tố mã sân bay ICAO FH      |
| Mã E.164 +290               | Mã quốc gia IOC —      | Tên miền quốc gia cấp cao nhất .sh | Tiền tố đăng ký sân bay ICAO G- |
| Mã quốc gia di động E.212 — | Mã ba ký tự NATO SHN   | Mã hai ký tự NATO (lỗi thời) SH    | Mã MARC LOC XJ                  |
| ID hàng hải ITU 665         | Mã ký tự ITU SHN       | Mã quốc gia FIPS SH                | Mã biển giấy phép —             |
| Tiền tố GTIN GS1 —          | Mã quốc gia UNDP STH   | Mã quốc gia WMO HE                 | Tiền tố callsign ITU —          |

## Saint Kitts và Nevis
| ISO 3166-1 numeric 659        | ISO 3166-1 alpha-3 KNA | ISO 3166-1 alpha-2 KN              | Tiền tố mã sân bay ICAO TK               |
| Mã E.164 +1 869               | Mã quốc gia IOC SKN    | Tên miền quốc gia cấp cao nhất .kn | Tiền tố đăng ký sân bay ICAO V4-         |
| Mã quốc gia di động E.212 356 | Mã ba ký tự NATO KNA   | Mã hai ký tự NATO (lỗi thời) SC    | Mã MARC LOC XD                           |
| ID hàng hải ITU 341           | Mã ký tự ITU SCN       | Mã quốc gia FIPS SC                | Mã biển giấy phép KAN (không chính thức) |
| Tiền tố GTIN GS1 —            | Mã quốc gia UNDP STK   | Mã quốc gia WMO AT                 | Tiền tố callsign ITU V4A-V4Z             |

## Saint Lucia
| ISO 3166-1 numeric 662        | ISO 3166-1 alpha-3 LCA | ISO 3166-1 alpha-2 LC              | Tiền tố mã sân bay ICAO TL       |
| Mã E.164 +1 758               | Mã quốc gia IOC LCA    | Tên miền quốc gia cấp cao nhất .lc | Tiền tố đăng ký sân bay ICAO J6- |
| Mã quốc gia di động E.212 358 | Mã ba ký tự NATO LCA   | Mã hai ký tự NATO (lỗi thời) ST    | Mã MARC LOC XK                   |
| ID hàng hải ITU 343           | Mã ký tự ITU LCA       | Mã quốc gia FIPS ST                | Mã biển giấy phép WL             |
| Tiền tố GTIN GS1 —            | Mã quốc gia UNDP STL   | Mã quốc gia WMO LC                 | Tiền tố callsign ITU J6A-J6Z     |

## Saint-Martin
| ISO 3166-1 numeric 663      | ISO 3166-1 alpha-3 MAF | ISO 3166-1 alpha-2 MF              | Tiền tố mã sân bay ICAO TF     |
| Mã E.164 +590               | Mã quốc gia IOC —      | Tên miền quốc gia cấp cao nhất .mf | Tiền tố đăng ký sân bay ICAO — |
| Mã quốc gia di động E.212 — | Mã ba ký tự NATO —     | Mã hai ký tự NATO (lỗi thời) —     | Mã MARC LOC —                  |
| ID hàng hải ITU —           | Mã ký tự ITU —         | Mã quốc gia FIPS RN                | Mã biển giấy phép F            |
| Tiền tố GTIN GS1 —          | Mã quốc gia UNDP —     | Mã quốc gia WMO —                  | Tiền tố callsign ITU —         |

## Saint-Pierre và Miquelon
| ISO 3166-1 numeric 666        | ISO 3166-1 alpha-3 SPM   | ISO 3166-1 alpha-2 PM              | Tiền tố mã sân bay ICAO LF      |
| Mã E.164 +508                 | Mã quốc gia IOC —        | Tên miền quốc gia cấp cao nhất .pm | Tiền tố đăng ký sân bay ICAO F- |
| Mã quốc gia di động E.212 308 | Mã ba ký tự NATO SPM     | Mã hai ký tự NATO (lỗi thời) SB    | Mã MARC LOC XL                  |
| ID hàng hải ITU 361           | Mã ký tự ITU SPM         | Mã quốc gia FIPS SB                | Mã biển giấy phép F             |
| Tiền tố GTIN GS1 —            | Mã quốc gia UNDP FOS (?) | Mã quốc gia WMO FP                 | Tiền tố callsign ITU —          |

## Saint Vincent và Grenadines
| ISO 3166-1 numeric 670        | ISO 3166-1 alpha-3 VCT | ISO 3166-1 alpha-2 VC              | Tiền tố mã sân bay ICAO TV       |
| Mã E.164 +1 784               | Mã quốc gia IOC VIN    | Tên miền quốc gia cấp cao nhất .vc | Tiền tố đăng ký sân bay ICAO J8- |
| Mã quốc gia di động E.212 360 | Mã ba ký tự NATO VCT   | Mã hai ký tự NATO (lỗi thời) VC    | Mã MARC LOC XM                   |
| ID hàng hải ITU 375, 376, 377 | Mã ký tự ITU VCT       | Mã quốc gia FIPS VC                | Mã biển giấy phép WV             |
| Tiền tố GTIN GS1 —            | Mã quốc gia UNDP STV   | Mã quốc gia WMO VG                 | Tiền tố callsign ITU J8A-J8Z     |

## Samoa
| ISO 3166-1 numeric 882        | ISO 3166-1 alpha-3 WSM | ISO 3166-1 alpha-2 WS              | Tiền tố mã sân bay ICAO NS       |
| Mã E.164 +685                 | Mã quốc gia IOC SAM    | Tên miền quốc gia cấp cao nhất .ws | Tiền tố đăng ký sân bay ICAO 5W- |
| Mã quốc gia di động E.212 549 | Mã ba ký tự NATO WSM   | Mã hai ký tự NATO (lỗi thời) SS†   | Mã MARC LOC WS                   |
| ID hàng hải ITU 561           | Mã ký tự ITU SMO       | Mã quốc gia FIPS WS                | Mã biển giấy phép WS             |
| Tiền tố GTIN GS1 —            | Mã quốc gia UNDP SAM   | Mã quốc gia WMO ZM                 | Tiền tố callsign ITU 5WA-5WZ     |

† The code is also assigned to American Samoa

## San Marino
| ISO 3166-1 numeric 674        | ISO 3166-1 alpha-3 SMR | ISO 3166-1 alpha-2 SM              | Tiền tố mã sân bay ICAO —        |
| Mã E.164 +378                 | Mã quốc gia IOC SMR    | Tên miền quốc gia cấp cao nhất .sm | Tiền tố đăng ký sân bay ICAO T7- |
| Mã quốc gia di động E.212 292 | Mã ba ký tự NATO SMR   | Mã hai ký tự NATO (lỗi thời) SM    | Mã MARC LOC SM                   |
| ID hàng hải ITU 268           | Mã ký tự ITU SMR       | Mã quốc gia FIPS SM                | Mã biển giấy phép RSM            |
| Tiền tố GTIN GS1 —            | Mã quốc gia UNDP SNM   | Mã quốc gia WMO —                  | Tiền tố callsign ITU T7A-T7Z     |

## São Tomé và Príncipe
| ISO 3166-1 numeric 678        | ISO 3166-1 alpha-3 STP | ISO 3166-1 alpha-2 ST              | Tiền tố mã sân bay ICAO FP               |
| Mã E.164 +239                 | Mã quốc gia IOC STP    | Tên miền quốc gia cấp cao nhất .st | Tiền tố đăng ký sân bay ICAO S9-         |
| Mã quốc gia di động E.212 626 | Mã ba ký tự NATO STP   | Mã hai ký tự NATO (lỗi thời) TP    | Mã MARC LOC SF                           |
| ID hàng hải ITU 668           | Mã ký tự ITU STP       | Mã quốc gia FIPS TP                | Mã biển giấy phép STP (không chính thức) |
| Tiền tố GTIN GS1 —            | Mã quốc gia UNDP STP   | Mã quốc gia WMO TP                 | Tiền tố callsign ITU S9A-S9Z             |

## Ả Rập Xê Út
| ISO 3166-1 numeric 682        | ISO 3166-1 alpha-3 SAU | ISO 3166-1 alpha-2 SA              | Tiền tố mã sân bay ICAO OE                   |
| Mã E.164 +966                 | Mã quốc gia IOC KSA    | Tên miền quốc gia cấp cao nhất .sa | Tiền tố đăng ký sân bay ICAO HZ-             |
| Mã quốc gia di động E.212 420 | Mã ba ký tự NATO SAU   | Mã hai ký tự NATO (lỗi thời) SA    | Mã MARC LOC SU                               |
| ID hàng hải ITU 403           | Mã ký tự ITU ARS       | Mã quốc gia FIPS SA                | Mã biển giấy phép SA                         |
| Tiền tố GTIN GS1 628          | Mã quốc gia UNDP SAU   | Mã quốc gia WMO SD                 | Tiền tố callsign ITU 7ZA-7ZZ,8ZA-8ZZ,HZA-HZZ |

## Sénégal
| ISO 3166-1 numeric 686        | ISO 3166-1 alpha-3 SEN | ISO 3166-1 alpha-2 SN              | Tiền tố mã sân bay ICAO GO            |
| Mã E.164 +221                 | Mã quốc gia IOC SEN    | Tên miền quốc gia cấp cao nhất .sn | Tiền tố đăng ký sân bay ICAO 6V-, 6W- |
| Mã quốc gia di động E.212 608 | Mã ba ký tự NATO SEN   | Mã hai ký tự NATO (lỗi thời) SG    | Mã MARC LOC SG                        |
| ID hàng hải ITU 663           | Mã ký tự ITU SEN       | Mã quốc gia FIPS SG                | Mã biển giấy phép SN                  |
| Tiền tố GTIN GS1 —            | Mã quốc gia UNDP SEN   | Mã quốc gia WMO SG                 | Tiền tố callsign ITU 6VA-6WZ          |

## Serbia
| ISO 3166-1 numeric 688        | ISO 3166-1 alpha-3 SRB | ISO 3166-1 alpha-2 RS              | Tiền tố mã sân bay ICAO LY       |
| Mã E.164 +381                 | Mã quốc gia IOC SRB    | Tên miền quốc gia cấp cao nhất .rs | Tiền tố đăng ký sân bay ICAO YU- |
| Mã quốc gia di động E.212 220 | Mã ba ký tự NATO SRB   | Mã hai ký tự NATO (lỗi thời) RS    | Mã MARC LOC —                    |
| ID hàng hải ITU 279           | Mã ký tự ITU SRB       | Mã quốc gia FIPS RB                | Mã biển giấy phép SRB            |
| Tiền tố GTIN GS1 —            | Mã quốc gia UNDP —     | Mã quốc gia WMO RB                 | Tiền tố callsign ITU YTA-YUZ     |

## Seychelles
| ISO 3166-1 numeric 690        | ISO 3166-1 alpha-3 SYC | ISO 3166-1 alpha-2 SC              | Tiền tố mã sân bay ICAO FS       |
| Mã E.164 +248                 | Mã quốc gia IOC SEY    | Tên miền quốc gia cấp cao nhất .sc | Tiền tố đăng ký sân bay ICAO S7- |
| Mã quốc gia di động E.212 633 | Mã ba ký tự NATO SYC   | Mã hai ký tự NATO (lỗi thời) SE    | Mã MARC LOC SE                   |
| ID hàng hải ITU 664           | Mã ký tự ITU SEY       | Mã quốc gia FIPS SE                | Mã biển giấy phép SY             |
| Tiền tố GTIN GS1 —            | Mã quốc gia UNDP SEY   | Mã quốc gia WMO SC                 | Tiền tố callsign ITU S7A-S7Z     |

## Sierra Leone
| ISO 3166-1 numeric 694        | ISO 3166-1 alpha-3 SLE | ISO 3166-1 alpha-2 SL              | Tiền tố mã sân bay ICAO GF       |
| Mã E.164 +232                 | Mã quốc gia IOC SLE    | Tên miền quốc gia cấp cao nhất .sl | Tiền tố đăng ký sân bay ICAO 9L- |
| Mã quốc gia di động E.212 619 | Mã ba ký tự NATO SLE   | Mã hai ký tự NATO (lỗi thời) SL    | Mã MARC LOC SL                   |
| ID hàng hải ITU 667           | Mã ký tự ITU SRL       | Mã quốc gia FIPS SL                | Mã biển giấy phép WAL            |
| Tiền tố GTIN GS1 —            | Mã quốc gia UNDP SIL   | Mã quốc gia WMO SL                 | Tiền tố callsign ITU 9LA-9LZ     |

## Singapore
| ISO 3166-1 numeric 702        | ISO 3166-1 alpha-3 SGP | ISO 3166-1 alpha-2 SG              | Tiền tố mã sân bay ICAO WS            |
| Mã E.164 +65                  | Mã quốc gia IOC SGP    | Tên miền quốc gia cấp cao nhất .sg | Tiền tố đăng ký sân bay ICAO 9V-      |
| Mã quốc gia di động E.212 525 | Mã ba ký tự NATO SGP   | Mã hai ký tự NATO (lỗi thời) SN    | Mã MARC LOC SI                        |
| ID hàng hải ITU 563, 564      | Mã ký tự ITU SNG       | Mã quốc gia FIPS SN                | Mã biển giấy phép SGP                 |
| Tiền tố GTIN GS1 888          | Mã quốc gia UNDP SIN   | Mã quốc gia WMO SR                 | Tiền tố callsign ITU 9VA-9VZ, S6A-S6Z |

## Sint Maarten
| ISO 3166-1 numeric 534      | ISO 3166-1 alpha-3 SXM | ISO 3166-1 alpha-2 SX              | Tiền tố mã sân bay ICAO TN     |
| Mã E.164 +1 721             | Mã quốc gia IOC —      | Tên miền quốc gia cấp cao nhất .sx | Tiền tố đăng ký sân bay ICAO — |
| Mã quốc gia di động E.212 — | Mã ba ký tự NATO —     | Mã hai ký tự NATO (lỗi thời) —     | Mã MARC LOC —                  |
| ID hàng hải ITU —           | Mã ký tự ITU —         | Mã quốc gia FIPS NN                | Mã biển giấy phép —            |
| Tiền tố GTIN GS1 —          | Mã quốc gia UNDP —     | Mã quốc gia WMO —                  | Tiền tố callsign ITU PJA-PJZ   |

## Slovakia
| ISO 3166-1 numeric 703        | ISO 3166-1 alpha-3 SVK | ISO 3166-1 alpha-2 SK              | Tiền tố mã sân bay ICAO LZ       |
| Mã E.164 +421                 | Mã quốc gia IOC SVK    | Tên miền quốc gia cấp cao nhất .sk | Tiền tố đăng ký sân bay ICAO OM- |
| Mã quốc gia di động E.212 231 | Mã ba ký tự NATO SVK   | Mã hai ký tự NATO (lỗi thời) LO    | Mã MARC LOC XO                   |
| ID hàng hải ITU 267           | Mã ký tự ITU SVK       | Mã quốc gia FIPS LO                | Mã biển giấy phép SK             |
| Tiền tố GTIN GS1 858          | Mã quốc gia UNDP SLO   | Mã quốc gia WMO SQ                 | Tiền tố callsign ITU OMA-OMZ     |

## Slovenia
| ISO 3166-1 numeric 705        | ISO 3166-1 alpha-3 SVN | ISO 3166-1 alpha-2 SI              | Tiền tố mã sân bay ICAO LJ       |
| Mã E.164 +386                 | Mã quốc gia IOC SLO    | Tên miền quốc gia cấp cao nhất .si | Tiền tố đăng ký sân bay ICAO S5- |
| Mã quốc gia di động E.212 293 | Mã ba ký tự NATO SVN   | Mã hai ký tự NATO (lỗi thời) SI    | Mã MARC LOC XV                   |
| ID hàng hải ITU 278           | Mã ký tự ITU SVN       | Mã quốc gia FIPS SI                | Mã biển giấy phép SLO            |
| Tiền tố GTIN GS1 383          | Mã quốc gia UNDP SVN   | Mã quốc gia WMO LJ                 | Tiền tố callsign ITU S5A-S5Z     |

## Quần đảo Solomon
| ISO 3166-1 numeric 090        | ISO 3166-1 alpha-3 SLB | ISO 3166-1 alpha-2 SB              | Tiền tố mã sân bay ICAO AG               |
| Mã E.164 +677                 | Mã quốc gia IOC SOL    | Tên miền quốc gia cấp cao nhất .sb | Tiền tố đăng ký sân bay ICAO H4-         |
| Mã quốc gia di động E.212 540 | Mã ba ký tự NATO SLB   | Mã hai ký tự NATO (lỗi thời) BP    | Mã MARC LOC BP                           |
| ID hàng hải ITU 557           | Mã ký tự ITU SLM       | Mã quốc gia FIPS BP                | Mã biển giấy phép SOL (không chính thức) |
| Tiền tố GTIN GS1 —            | Mã quốc gia UNDP SOI   | Mã quốc gia WMO SO                 | Tiền tố callsign ITU H4A-H4Z             |

## Somalia
| ISO 3166-1 numeric 706        | ISO 3166-1 alpha-3 SOM | ISO 3166-1 alpha-2 SO              | Tiền tố mã sân bay ICAO HC            |
| Mã E.164 +252                 | Mã quốc gia IOC SOM    | Tên miền quốc gia cấp cao nhất .so | Tiền tố đăng ký sân bay ICAO 6O-      |
| Mã quốc gia di động E.212 637 | Mã ba ký tự NATO SOM   | Mã hai ký tự NATO (lỗi thời) SO    | Mã MARC LOC SO                        |
| ID hàng hải ITU 666           | Mã ký tự ITU SOM       | Mã quốc gia FIPS SO                | Mã biển giấy phép SO                  |
| Tiền tố GTIN GS1 —            | Mã quốc gia UNDP SOM   | Mã quốc gia WMO SI                 | Tiền tố callsign ITU 6OA-6OZ, T5A-T5Z |

## Nam Phi
| ISO 3166-1 numeric 710        | ISO 3166-1 alpha-3 ZAF | ISO 3166-1 alpha-2 ZA              | Tiền tố mã sân bay ICAO FA                 |
| Mã E.164 +27                  | Mã quốc gia IOC RSA    | Tên miền quốc gia cấp cao nhất .za | Tiền tố đăng ký sân bay ICAO ZS-, ZT-, ZU- |
| Mã quốc gia di động E.212 655 | Mã ba ký tự NATO ZAF   | Mã hai ký tự NATO (lỗi thời) SF    | Mã MARC LOC SA                             |
| ID hàng hải ITU 601           | Mã ký tự ITU AFS       | Mã quốc gia FIPS SF                | Mã biển giấy phép ZA                       |
| Tiền tố GTIN GS1 600-601      | Mã quốc gia UNDP SAF   | Mã quốc gia WMO ZA                 | Tiền tố callsign ITU S8A-S8Z, ZRA-ZUZ      |

## Nam Georgia và Quần đảo Nam Sandwich
| ISO 3166-1 numeric 239      | ISO 3166-1 alpha-3 SGS | ISO 3166-1 alpha-2 GS              | Tiền tố mã sân bay ICAO EG      |
| Mã E.164 500                | Mã quốc gia IOC —      | Tên miền quốc gia cấp cao nhất .gs | Tiền tố đăng ký sân bay ICAO G- |
| Mã quốc gia di động E.212 — | Mã ba ký tự NATO SGS   | Mã hai ký tự NATO (lỗi thời) SX    | Mã MARC LOC XS                  |
| ID hàng hải ITU —           | Mã ký tự ITU —         | Mã quốc gia FIPS SX                | Mã biển giấy phép —             |
| Tiền tố GTIN GS1 —          | Mã quốc gia UNDP —     | Mã quốc gia WMO —                  | Tiền tố callsign ITU —          |

## Nam Sudan
| ISO 3166-1 numeric 728        | ISO 3166-1 alpha-3 SSD | ISO 3166-1 alpha-2 SS            | Tiền tố mã sân bay ICAO HS     |
| Mã E.164 +211                 | Mã quốc gia IOC SSD    | Tên miền quốc gia cấp cao nhất — | Tiền tố đăng ký sân bay ICAO — |
| Mã quốc gia di động E.212 659 | Mã ba ký tự NATO —     | Mã hai ký tự NATO (lỗi thời) —   | Mã MARC LOC —                  |
| ID hàng hải ITU —             | Mã ký tự ITU —         | Mã quốc gia FIPS —               | Mã biển giấy phép —            |
| Tiền tố GTIN GS1 —            | Mã quốc gia UNDP —     | Mã quốc gia WMO —                | Tiền tố callsign ITU —         |

## Tây Ban Nha
| ISO 3166-1 numeric 724        | ISO 3166-1 alpha-3 ESP | ISO 3166-1 alpha-2 ES              | Tiền tố mã sân bay ICAO LE, GC, GE    |
| Mã E.164 +34                  | Mã quốc gia IOC ESP    | Tên miền quốc gia cấp cao nhất .es | Tiền tố đăng ký sân bay ICAO EC-      |
| Mã quốc gia di động E.212 214 | Mã ba ký tự NATO ESP   | Mã hai ký tự NATO (lỗi thời) SP    | Mã MARC LOC SP                        |
| ID hàng hải ITU 224, 225      | Mã ký tự ITU E         | Mã quốc gia FIPS SP                | Mã biển giấy phép E                   |
| Tiền tố GTIN GS1 840-849      | Mã quốc gia UNDP SPA   | Mã quốc gia WMO SP                 | Tiền tố callsign ITU AMA-AOZ, EAA-EHZ |

## Sri Lanka
| ISO 3166-1 numeric 144        | ISO 3166-1 alpha-3 LKA | ISO 3166-1 alpha-2 LK              | Tiền tố mã sân bay ICAO VC       |
| Mã E.164 +94                  | Mã quốc gia IOC SRI    | Tên miền quốc gia cấp cao nhất .lk | Tiền tố đăng ký sân bay ICAO 4R- |
| Mã quốc gia di động E.212 413 | Mã ba ký tự NATO LKA   | Mã hai ký tự NATO (lỗi thời) C     | Mã MARC LOC CE                   |
| ID hàng hải ITU 417           | Mã ký tự ITU CLN       | Mã quốc gia FIPS CE                | Mã biển giấy phép CL             |
| Tiền tố GTIN GS1 479          | Mã quốc gia UNDP SRL   | Mã quốc gia WMO SB                 | Tiền tố callsign ITU 4PA-4SZ     |

## Sudan
| ISO 3166-1 numeric 736        | ISO 3166-1 alpha-3 SDN | ISO 3166-1 alpha-2 SD              | Tiền tố mã sân bay ICAO HS                   |
| Mã E.164 +249                 | Mã quốc gia IOC SUD    | Tên miền quốc gia cấp cao nhất .sd | Tiền tố đăng ký sân bay ICAO ST-             |
| Mã quốc gia di động E.212 634 | Mã ba ký tự NATO SDN   | Mã hai ký tự NATO (lỗi thời) SU    | Mã MARC LOC SJ                               |
| ID hàng hải ITU 662           | Mã ký tự ITU SDN       | Mã quốc gia FIPS SU                | Mã biển giấy phép SUD                        |
| Tiền tố GTIN GS1 —            | Mã quốc gia UNDP SUD   | Mã quốc gia WMO SU                 | Tiền tố callsign ITU 6TA-6UZ,SSN-SSZ,STA-STZ |

## Suriname
| ISO 3166-1 numeric 740        | ISO 3166-1 alpha-3 SUR | ISO 3166-1 alpha-2 SR              | Tiền tố mã sân bay ICAO SM       |
| Mã E.164 +597                 | Mã quốc gia IOC SUR    | Tên miền quốc gia cấp cao nhất .sr | Tiền tố đăng ký sân bay ICAO PZ- |
| Mã quốc gia di động E.212 746 | Mã ba ký tự NATO SUR   | Mã hai ký tự NATO (lỗi thời) NS    | Mã MARC LOC SR                   |
| ID hàng hải ITU 765           | Mã ký tự ITU SUR       | Mã quốc gia FIPS NS                | Mã biển giấy phép SME            |
| Tiền tố GTIN GS1 —            | Mã quốc gia UNDP SUR   | Mã quốc gia WMO SM                 | Tiền tố callsign ITU PZA-PZZ     |

## Svalbard và Jan Mayen
| ISO 3166-1 numeric 744        | ISO 3166-1 alpha-3 SJM | ISO 3166-1 alpha-2 SJ              | Tiền tố mã sân bay ICAO —        |
| Mã E.164 +47                  | Mã quốc gia IOC —      | Tên miền quốc gia cấp cao nhất .sj | Tiền tố đăng ký sân bay ICAO LN- |
| Mã quốc gia di động E.212 242 | Mã ba ký tự NATO SJM   | Mã hai ký tự NATO (lỗi thời) SV    | Mã MARC LOC —                    |
| ID hàng hải ITU —             | Mã ký tự ITU —         | Mã quốc gia FIPS SV, JN            | Mã biển giấy phép —              |
| Tiền tố GTIN GS1 —            | Mã quốc gia UNDP —     | Mã quốc gia WMO SZ                 | Tiền tố callsign ITU —           |

## Eswatini
| ISO 3166-1 numeric 748        | ISO 3166-1 alpha-3 SWZ | ISO 3166-1 alpha-2 SZ              | Tiền tố mã sân bay ICAO FD       |
| Mã E.164 +268                 | Mã quốc gia IOC SWZ    | Tên miền quốc gia cấp cao nhất .sz | Tiền tố đăng ký sân bay ICAO 3D- |
| Mã quốc gia di động E.212 653 | Mã ba ký tự NATO SWZ   | Mã hai ký tự NATO (lỗi thời) WZ    | Mã MARC LOC SQ                   |
| ID hàng hải ITU 669           | Mã ký tự ITU SWZ       | Mã quốc gia FIPS WZ                | Mã biển giấy phép SD             |
| Tiền tố GTIN GS1 —            | Mã quốc gia UNDP SWA   | Mã quốc gia WMO SV                 | Tiền tố callsign ITU 3DA-3DM     |

## Thụy Điển
| ISO 3166-1 numeric 752        | ISO 3166-1 alpha-3 SWE | ISO 3166-1 alpha-2 SE              | Tiền tố mã sân bay ICAO ES                   |
| Mã E.164 +46                  | Mã quốc gia IOC SWE    | Tên miền quốc gia cấp cao nhất .se | Tiền tố đăng ký sân bay ICAO SE-             |
| Mã quốc gia di động E.212 240 | Mã ba ký tự NATO SWE   | Mã hai ký tự NATO (lỗi thời) SW    | Mã MARC LOC SW                               |
| ID hàng hải ITU 265, 266      | Mã ký tự ITU S         | Mã quốc gia FIPS SW                | Mã biển giấy phép S                          |
| Tiền tố GTIN GS1 730-739      | Mã quốc gia UNDP SWE   | Mã quốc gia WMO SN                 | Tiền tố callsign ITU 7SA-7SZ,8SA-8SZ,SAA-SMZ |

## Thụy Sĩ
| ISO 3166-1 numeric 756        | ISO 3166-1 alpha-3 CHE | ISO 3166-1 alpha-2 CH              | Tiền tố mã sân bay ICAO LS            |
| Mã E.164 +41                  | Mã quốc gia IOC SUI    | Tên miền quốc gia cấp cao nhất .ch | Tiền tố đăng ký sân bay ICAO HB-      |
| Mã quốc gia di động E.212 228 | Mã ba ký tự NATO CHE   | Mã hai ký tự NATO (lỗi thời) SZ    | Mã MARC LOC SZ                        |
| ID hàng hải ITU 269           | Mã ký tự ITU SUI       | Mã quốc gia FIPS SZ                | Mã biển giấy phép CH                  |
| Tiền tố GTIN GS1 760-769      | Mã quốc gia UNDP SWI   | Mã quốc gia WMO SW                 | Tiền tố callsign ITU HBA-HBZ, HEA-HEZ |

## Syria
| ISO 3166-1 numeric 760        | ISO 3166-1 alpha-3 SYR | ISO 3166-1 alpha-2 SY              | Tiền tố mã sân bay ICAO OS            |
| Mã E.164 +963                 | Mã quốc gia IOC SYR    | Tên miền quốc gia cấp cao nhất .sy | Tiền tố đăng ký sân bay ICAO YK-      |
| Mã quốc gia di động E.212 417 | Mã ba ký tự NATO SYR   | Mã hai ký tự NATO (lỗi thời) SY    | Mã MARC LOC SY                        |
| ID hàng hải ITU 468           | Mã ký tự ITU SYR       | Mã quốc gia FIPS SY                | Mã biển giấy phép SYR                 |
| Tiền tố GTIN GS1 621          | Mã quốc gia UNDP SYR   | Mã quốc gia WMO SY                 | Tiền tố callsign ITU 6CA-6CZ, YKA-YKZ |